# 7425-ös mellékút (Magyarország)
A 7425-ös számú mellékút egy rövid, kevesebb, mint két kilométer hosszú, ennek ellenére négy számjegyű országos közút Zala vármegye legnyugatibb részén. illetve egy pár száz méteres szakaszán Vas vármegye déli szélén. Tulajdonképpen csak egy különálló településrészt köt össze a település központjával és a szomszéd faluval, négy számjegyű besorolását feltehetőleg annak köszönheti, hogy rövid haladása során megyehatárt is átlép.

## Nyomvonala
A 7423-as útból ágazik ki, annak 11+100 kilométerszelvényénél, Szentgyörgyvölgy Csekeszer nevű településrészében, észak-északkelet felé, Rákóczi Ferenc utca néven. Hamarosan északnak fordul és kilép a településrész házai közül. 400 méter után keresztezi a Szentgyörgyvölgyi-patak folyását, majd nem sokkal ezután beér Cséplak településrészre. Ott a Bocskai utca nevet veszi fel és 650 méter után nyugatnak fordul. Kicsivel azután, hogy túljutott első kilométerén, kilép a településrész házai közül, az 1+250 kilométerszelvényénél pedig át is lép a szomszéd település, a már Vas vármegyéhez tartozó Velemér területére. 1,4 kilométer után eléri a falu házait és a Fő utca nevet veszi fel. A 7423-asba visszatorkollva ér véget, annak 12,500-as kilométerszelvénye táján.
Teljes hossza, az országos közutak térképes nyilvántartását szolgáló kira.gov.hu adatbázisa szerint 1,761 kilométer.